# Trio di Trieste

Da sinistra: Dario De Rosa, Renato Zanettovich e Amedeo Baldovino al Teatro alla Scala di Milano (1983).

Il Trio di Trieste è stato uno dei più celebri trii con pianoforte del XX secolo, attivo dal 1933 al 1995.

## Storia

### Formazione
Il trio si costituì a Trieste nel 1933 sotto la guida di Umberto Nigri, quando i suoi membri erano appena studenti, con la seguente formazione originale:
- Dario De Rosa (1919-2013), pianoforte
- Renato Zanettovich (1921-2021), violino
- Libero Lana (1921-1989), violoncello.

Nel 1962 a Libero Lana subentrò Amedeo Baldovino (1916-1998), già violoncellista del Trio Italiano d'Archi (con Franco Gulli e Bruno Giuranna).

### Attività concertistica
Per oltre 60 anni il Trio di Trieste ha svolto ininterrotta attività concertistica in tutto il mondo, dall'Europa al Nord e Sud America, dal Medio ed Estremo Oriente all'Africa e all'Australia. Ha tenuto oltre 3000 concerti, tra i quali vanno ricordati, per la significativa frequenza in Italia, oltre le 180 apparizioni a Trieste, gli 80 a Milano (30 alla Scala), i 60 a Roma e Firenze, i 50 a Venezia, poi Torino, Perugia e Siena; all'estero i 40 a Vienna, Monaco, Basilea, Zurigo, Graz, Hannover, Buenos Aires e Londra.
Per l'esecuzione del Triplo Concerto di Beethoven e del Concerto dell'Albatro di Giorgio Federico Ghedini ha collaborato con direttori quali Karl Böhm, Eduard van Beinum, Sergiu Celibidache, André Cluytens, Carlo Maria Giulini, Vittorio Gui, Rudolf Kempe, Rafael Kubelík, Hans Rosbaud, Wolfgang Sawallisch e Georg Solti.
Le opere affrontate in pubblico sono state circa 80, e sono state eseguite con particolare frequenza il Trio op. 99 di Franz Schubert, il Trio di Maurice Ravel, e il Trio “Arciduca” di Ludwig van Beethoven.
Renato Zanettovich ha suonato vari violini, tra cui un Guarneri del Gesù, un Carlo Giuseppe Testore e un Guadagnini (andato distrutto in un naufragio in cui il trio incorse in una tournée sudamericana nel 1963). Amedeo Baldovino suonava lo Stradivari “Mara” (1711), anch'esso danneggiato nel naufragio del '63 ma fortunatamente restaurato.
Il trio ha concluso l'attività concertistica nel 1995 (l'ultimo concerto pubblico ha avuto luogo a Siena il 3 marzo) e si è in seguito dedicato all'attività didattica: all'Accademia Chigiana di Siena, alla Scuola di Musica di Fiesole e alla Scuola Superiore Internazionale di Musica da Camera del Trio di Trieste a Duino.

### Onorificenze e riconoscimenti
Il Trio di Trieste ha ottenuto riconoscimenti come il Microfono d'argento (1952), il San Giusto d'Oro (1975), il Viotti d'oro (1983), il Premio Franco Abbiati della critica musicale italiana (1982/83), la Maschera d'argento (1984), il Quadrivio (1986), la medaglia del Mozarteum Argentino e molti altri.
De Rosa, Zanettovich e Baldovino sono accademici dell'Accademia Nazionale di Santa Cecilia e sono stati insigniti dal Presidente della Repubblica Italiana dell'onorificenza di Grande Ufficiale al Merito.

## Discografia
Il Trio di Trieste ha effettuato varie incisioni discografiche per importanti etichette quali Deutsche Grammophon, Celson, Decca e Nuova Era.
Per la sua attività discografica l'ensemble ha ottenuto vari riconoscimenti internazional, quali ad esempio il Grand Prix du Disque per l'incisione dei trii di Johannes Brahms.

## Il Premio "Trio di Trieste"
Dal 1996, con cadenza annuale, nella città di Trieste, si svolge un concorso internazionale per complessi da camera, riservato alle formazioni con pianoforte ed archi, per celebrare la ricca tradizione musicale della città e la fortunata carriera internazionale del trio.